# Cornwallis Island
Cornwallis Island är en ö i Kanada.   Den ligger i territoriet Nunavut, i den norra delen av landet, 3 400 km norr om huvudstaden Ottawa. Ön har en yta på 6 995 km²
Trakten runt Cornwallis Island är permanent täckt av is och snö. Trakten runt Cornwallis Island är nära nog obefolkad, med mindre än två invånare per kvadratkilometer.